# Петро Мальчук
Петро́ Геркуліа́н Мальчу́к OFM (17 липня 1965, Слобода-Рашків, МРСР — 27 травня 2016, Городня, Білорусь) — архієпископ, ординарій Києво-Житомирської дієцезії Римо-Католицької церкви в Україні (2011—2016), чернець ордену францисканців.

## Життєпис
Після закінчення середньої школи та військової служби, навчався у Вищій духовній семінарії в м. Рига (Латвія). 3 січня 1989 року вступив до Ордену Братів Менших (Францисканців). 7 червня 1992 року отримав священичі свячення з рук єпископа Кам'янець-Подільської дієцезії Яна Ольшанського M.I.C.
У 1992—1998 роках навчався в Римі в Папському Антоніанському університеті, де здобув ступінь доктора богослов'я. У роках 1998—1999 працював вікарієм у парафії св. Анни в м. Полонне (Кам'янець-Подільська дієцезія). У 1999—2004 роках був Кустошем Братів Менших в Україні, а згодом, в 2004—2007 роках, був Провінціалом, а в 2007—2008 роках — Економом Провінції Святого Архангела Михаїла Братів Менших в Україні.

### Єпископ
29 березня 2008 року Святіший Отець Бенедикт XVI призначив о. Петра єпископом-помічником Одесько-Сімферопольської дієцезії, надаючи йому титульний престол Медії. 3 травня 2008 року відбулися його єпископські свячення в катедральному соборі Успіння Пресвятої Діви Марії в Одесі. Головним святителем був Львівський архієпископ кардинал Мар'ян Яворський, співсвятителями — архієпископ і апостольський нунцій в Україні Іван Юркович та єпископ Одесько-Сімферопольський Броніслав Бернацький.
15 червня 2011 року Святіший Отець Бенедикт XVI призначив Петра Геркуляна Мальчука ординарієм Києво-Житомирської дієцезії, надаючи йому титул архієпископа ad personam.
Помер раптовою смертю (обставини  не до кінця з'ясовані, офіційне свідоцтво про причини смерті відсутнє) 27 травня 2016 року у місті Гродно (Білорусь), де брав участь у першому і єдиному Євхаристійному Конгресі.